# 贞明
贞明（915年十一月—921年四月）是后梁末帝朱友贞的第一個年号，共计7年。吴越太祖錢鏐、闽太祖王審知同时用该年号。

## 改元
- 乾化五年——十一月九日，改元為貞明元年。[3][4][5]
- 貞明七年——五月一日，改元為龍德元年。[6][7][8]

## 纪年對照表
| 贞明 | 元年  | 二年  | 三年  | 四年  | 五年  | 六年  | 七年  |
| ---- | ----- | ----- | ----- | ----- | ----- | ----- | ----- |
| 公元 | 915年 | 916年 | 917年 | 918年 | 919年 | 920年 | 921年 |
| 干支 | 乙亥  | 丙子  | 丁丑  | 戊寅  | 己卯  | 庚辰  | 辛巳  |

## 同期存在的其他政权年号
- 中國
  - 天祐（907年－908年）：晉—李克用尊奉之唐朝年號
  - 天祐（909年－923年）：晉—李存勗尊奉之唐朝年號
  - 天復（907年－922年?）：岐—李茂貞尊奉之唐朝年號
  - 天祐（904年－919年）：吳—楊行密、楊渥尊奉之唐朝年號
  - 武義（919年－921年）：吳—楊隆演之年號
  - 順義（921年－927年）：吳—楊溥之年號
  - 乾亨（917年－925年）：南漢—劉龑之年號
  - 永平（911年－915年）：前蜀—王建之年號
  - 通正（916年）：前蜀—王建之年號
  - 天漢（917年）：前蜀—王建之年號
  - 光天（918年）：前蜀—王建之年號
  - 乾德（919年－924年）：前蜀—王衍之年號
  - 天瑞景星（915年－916年）：大長和—鄭仁旻之年號
  - 安和（917年－920年）：大長和—鄭仁旻之年號
  - 貞祐（921年－924年）：大長和—鄭仁旻之年號
  - 神冊（916年－922年）：契丹—耶律阿保機之年號
  - 同慶（912年－966年）：于闐—尉遲烏僧波之年號
- 朝鮮半島
  - 正開（901年—936年）：後百濟—甄萱、甄神劍之年號
  - 政開（914年－918年）：後高句麗—弓裔之年號
  - 天授（918年－933年）：高麗太祖王建之年號
- 日本
  - 延喜（901年－922年）：平安時代—醍醐天皇之年號

## 深入閱讀
- 李崇智. . 北京: 中華書局. 2004年12月. ISBN 7101025129.
- 鄧洪波. . 臺北: 國立臺灣大學東亞經典與文化研究計劃. 2005年3月  [2022-01-03]. ISBN 9789860005189. （原始内容 (pdf)存档于2007-08-25）.